# Thorsten Salzer
Thorsten Salzer (* 3. März 1986 in Ludwigsburg) ist ein deutscher ehemaliger Handballspieler. Seine Körperlänge beträgt 1,92 m. Salzer wird meist auf der Position Rückraum-Mitte eingesetzt. 
Thorsten Salzer begann beim CVJM Möglingen und gleichzeitig beim TSV Asperg mit dem Handballspiel. Über den VfL Waiblingen gelangte er zur benachbarten SG Bietigheim-Metterzimmern, wo er in der ersten Herrenmannschaft debütierte und 2006 in die 2. Handball-Bundesliga aufstieg. Nachdem er mit den Bietigheimern den Klassenerhalt geschafft hatte, wechselte er 2007 zur TSG Friesenheim. Seinen Einjahresvertrag bei den „Eulen“ verlängerte er jedoch nicht; im Sommer 2008 zog Salzer weiter zur Eintracht Hildesheim. Nach einer Spielzeit wechselte Salzer zum SC Magdeburg II, der in der 2. Bundesliga spielt. Im Januar 2011 wechselte er dann in die 2. Bundesliga Süd zum TV Bittenfeld. Zum Saisonbeginn 2012/13 wechselte er zum zweiten Mal zur SG Bietigheim-Metterzimmern. In der Saison 2013/14 gelang ihm mit der SG BBM der Aufstieg in die Bundesliga. 2014/15 stand er für eine Saison beim TSV Weinsberg unter Vertrag, um sich daraufhin der zweiten Mannschaft der SG BBM Bietigheim anzuschließen.
Thorsten Salzer hat über 50 Jugend- und Juniorenländerspiele bestritten. 2006 wurde er Junioreneuropameister.
Salzers älterer Bruder Timo spielte ebenfalls bei der SG Bietigheim-Metterzimmern.